# علی نعمتی
علی نعمتی (زادهٔ ۱۸ بهمن ۱۳۷۴) بازیکن فوتبال اهل ایران است که در پست مدافع میانی برای باشگاه فولاد خوزستان در لیگ برتر خلیج فارس بازی می‌کند.

## دوران باشگاهی

### پدیده
وی از فصل ۲۰۱۷ تا ۲۰۲۱ لیگ برتر فوتبال ایران، برای پدیده ۹۱ بار به میدان رفته‌است.

### پرسپولیس
در ۲ شهریور ۱۴۰۰ نعمتی با قراردادی ۳ ساله به تیم پرسپولیس پیوست.
وی اولین گلش را در دربی ۹۸ به ثمر رساند که آن بازی در آخر با نتیجه ۱–۱ به پایان رسید.

## آمار

### باشگاهی
تا تاریخ ۲۵ اردیبهشت ۱۴۰۴
| باشگاه         | دسته           | فصل            | لیگ برتر | لیگ برتر | جام حذفی | جام حذفی | آسیا | آسیا | سوپر جام | سوپر جام | مجموع | مجموع |
| باشگاه         | دسته           | فصل            | بازی     | گل       | بازی     | گل       | بازی | گل   | بازی     | گل       | بازی  | گل    |
| -------------- | -------------- | -------------- | -------- | -------- | -------- | -------- | ---- | ---- | -------- | -------- | ----- | ----- |
| پدیده          | لیگ برتر       | ۹۷–۱۳۹۶        | ۷        | ۰        | ۰        | ۰        | ۰    | ۰    | –        | –        | ۷     | ۰     |
| پدیده          | لیگ برتر       | ۹۸–۱۳۹۷        | ۲۹       | ۰        | ۳        | ۰        | ۰    | ۰    | –        | –        | ۳۲    | ۰     |
| پدیده          | لیگ برتر       | ۹۹–۱۳۹۸        | ۲۸       | ۰        | ۲        | ۰        | ۷    | ۰    | –        | –        | ۳۷    | ۰     |
| پدیده          | لیگ برتر       | ۰۰–۱۳۹۹        | ۲۷       | ۰        | ۰        | ۰        | ۰    | ۰    | –        | –        | ۲۷    | ۰     |
| مجموع پدیده    | مجموع پدیده    | مجموع پدیده    | ۹۱       | ۰        | ۵        | ۰        | ۷    | ۰    | –        | –        | ۱۰۳   | ۰     |
| پرسپولیس       | لیگ برتر       | ۰۱–۱۴۰۰        | ۲۳       | ۴        | ۳        | ۰        | –    | –    | ۱        | ۰        | ۲۷    | ۴     |
| پرسپولیس       | لیگ برتر       | ۰۲–۱۴۰۱        | ۲۵       | ۱        | ۴        | ۰        | –    | –    | –        | –        | ۲۹    | ۱     |
| پرسپولیس       | لیگ برتر       | ۰۳–۱۴۰۲        | ۲۲       | ۱        | ۱        | ۰        | ۶    | ۰    | –        | –        | ۲۹    | ۱     |
| مجموع پرسپولیس | مجموع پرسپولیس | مجموع پرسپولیس | ۷۰       | ۶        | ۸        | ۰        | ۶    | ۰    | ۱        | ۰        | ۸۵    | ۶     |
| فولاد          | لیگ برتر       | ۲۸             | ۲        | ۲        | ۰        | –        | –    | –    | –        | ۳۰       | ۲     |       |
| مجموع فولاد    | مجموع فولاد    | مجموع فولاد    | ۲۸       | ۲        | ۲        | ۰        | –    | –    | –        | –        | ۳۰    | ۲     |
| مجموع آمار     | مجموع آمار     | مجموع آمار     | ۱۸۹      | ۸        | ۱۵       | ۰        | ۱۳   | ۰    | ۱        | ۰        | ۲۱۸   | ۸     |

### بازی‌های ملی
تا تاریخ ۱۰ ژوئن ۲۰۲۵
| ایران | ایران | ایران |
| سال   | بازی  | گل    |
| ----- | ----- | ----- |
| ۲۰۲۴  | ۴     | ۰     |
| ۲۰۲۵  | ۴     | ۰     |
| مجموع | ۸     | ۰     |

## افتخارات

#### پرسپولیس
- لیگ برتر خلیج فارس
  - قهرمان (۲): ۰۲–۱۴۰۱، ۰۳–۱۴۰۲
  - نائب قهرمان (۱): ۰۱–۱۴۰۰
- جام حذفی فوتبال ایران
  - قهرمان (۱): ۰۲–۱۴۰۱
- سوپر جام ایران
  - قهرمان (۱): ۱۴۰۲
  - نائب قهرمان (۱): ۱۴۰۰